# République de Winburg-Potchefstroom
 (juin 2025).
1844–1848
Entités suivantes :
- État Libre d'Orange
- République sud-africaine du Transvaal

Winburg-Potchefstroom est le nom d'une république boer éphémère dans l'actuelle l'Afrique du Sud.
Elle a été fondée par le leader des Voortrekker Andries Hendrik Potgieter et comprenait principalement les villes de Winburg et Potchefstroom et leurs environs.
Potgieter était un chef des Voortrekkers pendant le Grand Trek et fonda des colonies de l'autre côté de la rivière Vaal depuis le sud, y compris Potchefstroom. Le 9 avril 1844, Potgieter déclare l'indépendance de la république de Winburg-Potchefstroom.
La région de Potchefstroom est devenue une partie de la république du Transvaal environ dix ans plus tard, tandis que la région de Winburg est devenue une partie de l'État libre d'Orange. Potchefstroom devint la première capitale du Transvaal.